# Distretto di Bachmut
Il distretto di Bachmut (in ucraino Бахмутський район?; in russo Бахмутский район?, Bachmutskij rajon) è un distretto nell'oblast' di Donec'k in Ucraina. Il suo centro amministrativo è la città di Bachmut. Ha una popolazione di 220 275 abitanti.
Il 18 luglio 2020, come parte della riforma amministrativa dell'Ucraina, il numero di distretti dell'oblast di Donec'k  è stato ridotto a otto e l'area del distretto di Bachmut è stata notevolmente ampliata.

## Dati demografici
- Ucraini : 78,7%
- Russi : 18,4%
- Bielorussi : 0,7%
- Turchi : 0,6%
- Armeni : 0,2%